# 塔欽斯卡亞區

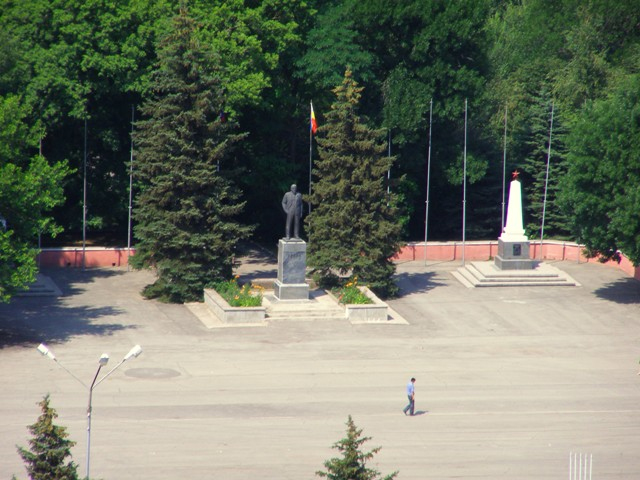

48°11′49″N 41°16′23″E / 48.19694°N 41.27306°E
塔欽斯卡亞區（俄語：Таци́нский райо́н）是俄羅斯的一個區，位於該國西南部，由羅斯托夫州負責管轄，面積2,411平方公里，2010年該區人口38,464，人口密度每平方公里15.95人。